# Dördüncü Vakıf Hanı
Il Dördüncü Vakıf Hanı o 4. Vakıf Hanı ("Han della quarta Vakıf" in Turco) è un edificio storico situato nel quartiere di Sirkeci, nel distretto di Fatih di Istanbul. L'edificio, opera di Mimar Kemaleddin e di proprietà della Direzione Generale delle Fondazioni, è attualmente utilizzato come albergo.

## Storia

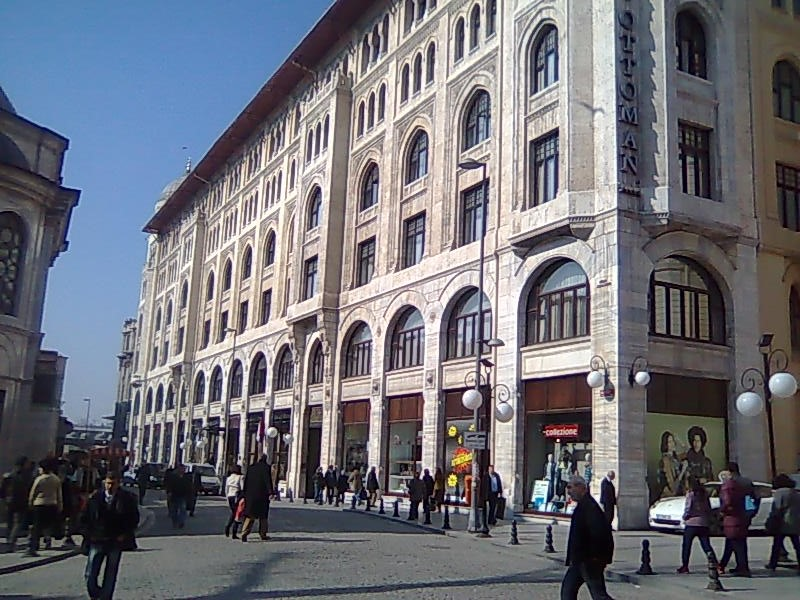
4. Vakıf Hanı

L'Ufficio Postale Principale è situato a breve distanza dal Bazar delle Spezie, dalla Moschea Nuova, dal Terminal ferroviario di Sirkeci e dal Grande Ufficio Postale di Istanbul, opera dell'altro grande architetto dell'ultimo periodo ottomano, Vedat Tek.
Costruito al posto del "Complesso Hamidiye" eretto da Abdülhamid I, l'edificio venne progettato dall'architetto Kemaleddin Bey, che lavorava come direttore del Ministero dell'Evkaf-ı Hümâyun. L'edificio riflette le caratteristiche del Primo movimento architettonico nazionale. A causa delle guerre balcaniche e della Prima Guerra Mondiale, il processo di costruzione si prolungò e l'opera, iniziata nel 1911, fu completata nel 1925. Durante l'Occupazione di Costantinopoli, l'edificio fu chiamato Caserma Victor dalle truppe francesi e utilizzato come caserma (allora non completata) dal 1920 al 1923.

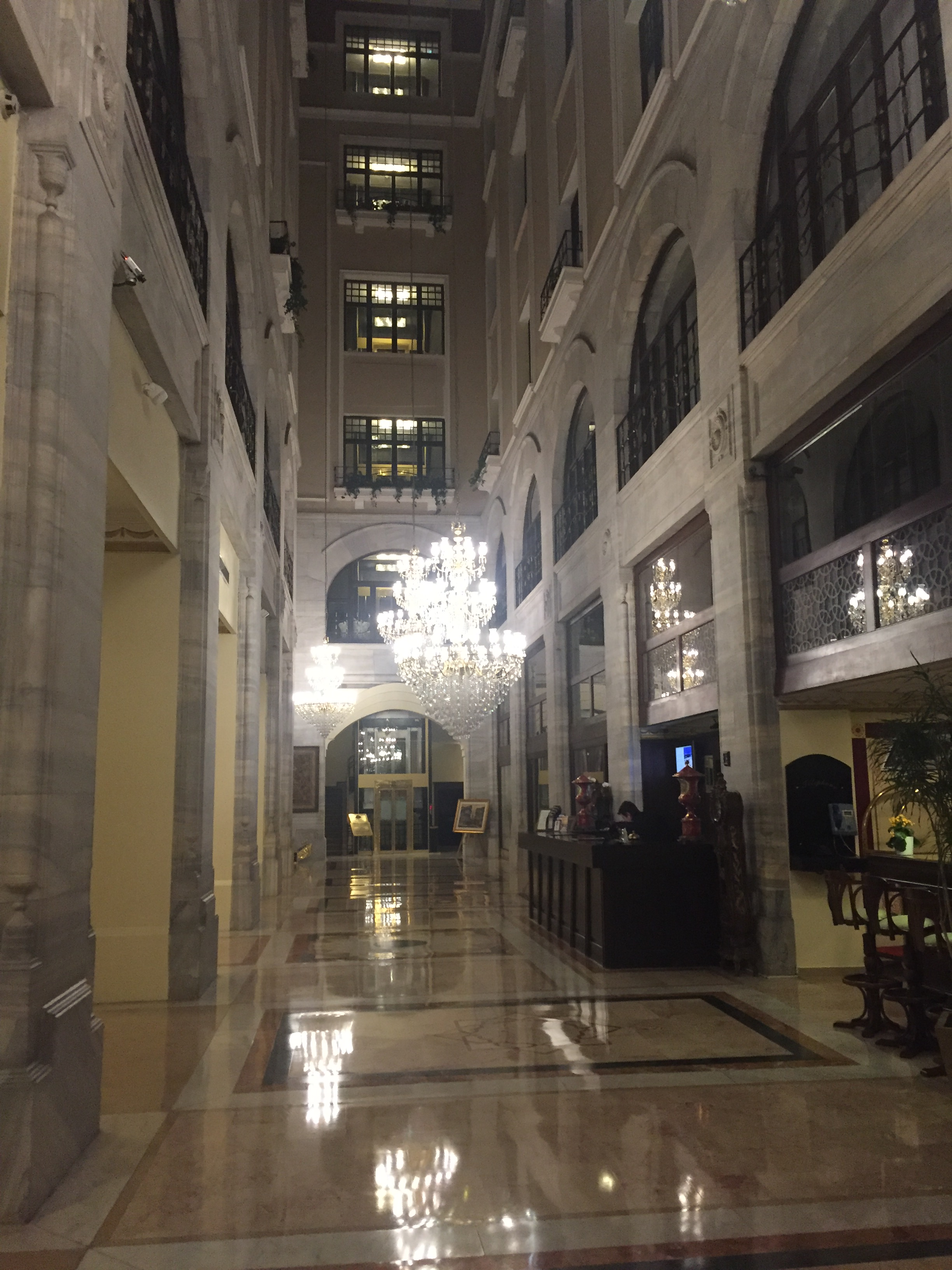
Particolare degli interni

Fino alla fine del XX secolo è stato utilizzato come sede della Borsa di Istanbul. Dopo il trasferimento della Borsa a Maslak nel 1995, si pensò di utilizzarlo come tribunale, ma rimase abbandonato per un po' e nel 2005 fu affittato per 25 anni per essere utilizzato come hotel.